# Тимків Богдан Михайлович
Богда́н Миха́йлович Ти́мків (* 14 квітня 1959) — доктор філософії — 2004, заслужений діяч мистецтв України — 1998, член Національної спілки художників України та Національної спілки майстрів народного мистецтва України, професор — 1999.

## Життєпис
1978 року здобув освіту в художньому профтехучилищі (смт. Івано-Франкове) — різьбяр. художньої різьби по дереву. 1984 року закінчив архітектурний факультет Львівського політехнічного інституту. Протягом 1986—1990 років проходив аспірантуру в НДІ художнього виховання АПН СРСР у Москві, захистив кандидатську дисертацію.
Розробив концепцію відродження та розвитку художніх ремесел, на основі її 1990 року відкрив першу в Україні авторську дитячу художньо-ремісничу школу (Мала академія народних ремесел) в Галичі Івано-Франківської області.
1992 рік — доцент, 1993 — завідувач кафедри декоративно-прикладного мистецтва Прикарпатського національного університету ім. В. Стефаника.
В 2001—2004 роках проходив докторантуру — Український вільний університет, Мюнхен, захистив докторську дисертацію.
2004 року запровадив в Прикарпатському університеті спеціалізацію «Етнодизайн».
Автор більше 90-ти наукових праць з мистецтвознавства та педагогіки мистецтв, з них три монографії, чотири підручники, шість навчальних посібників, наукові статті, експериментальні програми.
Займається творчою діяльністю в галузі художньої різьби по дереву.
Мистецькі роботи експонувалися на міжнародних, Всеукраїнських, обласних художніх виставках.
Член Вченої ради Інституту мистецтв Прикарпатського національного університету ім. В.Стефаника та Вченої ради Національного заповідника «Давній Галич».
Автор монографії «Мистецтво України та діаспори: дереворізьба сакральна й ужиткова» (2010).